# Důl Theodor (Pchery)
Důl Theodor, také Na Krétě nebo Nr. VIII, byl černouhelný hlubinný důl v katastrálním území Pchery v kladensko-rakovnické uhelné pánvi. Důl byl vybudován Společností státní dráhy (dále StEG) ve Vídni v letech 1897–1902 a byl provozován do roku 1935.

## Historie
V roce 1892 na návrh Vrchní horní správy v Brandýsku rozhodlo centrální ředitelství StEG vybudovat v jihovýchodní části obce Pchery asi dva kilometry východně od jámy Ronna jámu Nr. VIII. Před zahájením hloubení byla, po dohodě se společností Buštěhradské dráhy z 1. února 1893, ražena průzkumná štola z dolu Ferdinand ve Cvrčovicích směrem k budoucí jámě. Ražba průzkumné štoly probíhala od 24. května 1893 do 1. března 1895. V letech 1895–1897 byl proveden odbornou firmou Eisenecker Breslau průzkumný vrt.
Hloubení jámy bylo zahájeno 1. července 1897. Nad budoucí jámou byla vybudována dřevěná konstrukce, na níž byly umístěny lanovnice pro okov a převodní kladky pro zavěšení a spouštění dvou šachetních pump, které byly zavěšeny nad sebou. Spodní pumpa čerpala důlní vodu druhé pumpě a ta ji přečerpala na povrch. Pohon zabezpečoval vahadlový parní stroj s ozubeným převodem a úhlovým soustrojím z roku 1842 vyrobeném v Nejdku. K těžbě vyrubané horniny byl použit železný okov, který byl nejprve tažen parním stojatým vrátkem se dvěma lanovými bubny a později dvouválcovým ležmým parním strojem Quillacq.
Jáma byla hloubena v kruhovém profilu o poloměru 4,9 m, byla vyzděna ostře pálenými cihlami na betonovou maltu s výstrojí z U profilů 240 mm. V jámě bylo v severní části lezní oddělení s žebříky, zavěšenými kabely, výtlačnými pumpami a dalším potrubím. Uprostřed byla dvě samostatná těžní oddělení, v každém dvě těžní klece pro dva vozíky. V jižní části bylo větrné oddělení, které bylo od těžního odděleno do sebe nýtovanými fošnami. Větrání bylo zabezpečeno větrným komínem napojeným na komín pěti parních kotlů, které vyráběly páru pro parní stroje u jámy.
V letech 1897–1898 byla postavena 1,35 km dlouhá železniční vlečka z dolu Ronna. Do provozu byla uvedena 14. prosince 1898.
Hloubení jámy bylo ukončeno v září 1900 v hloubce 325,8 m. Nedokončená stavba dolu byla v roce 1901 pojmenována po prezidentovi správní rady StEG a guvernérovi Pozemkového ústavu ve Vídni rytíři Theodoru z Taussigů. Těžba byla zahájena v roce 1902.
V letech 1918–1922 byl důl pronajat společnosti Kamenouhelnému těžařstvu v Kladně. Od roku 1923 náležel pod akciovou společnost Kamenouhelné doly v Kladně. Od 1. ledna 1937 byl důl majetkem Pražské železářské společnosti. V uzavřeném dole byla snesena těžní věž, ostatní budovy sloužily pro drobnou výrobu. V roce 2001 bylo provedeno definitivní zajištění jámy zásypem firmou Služby dolů Kladno.

## Provozy dolu Theodor

### Těžení
Kolem jámy byly provozní budovy uspořádány do tvaru písmene T. Dominantní byla těžní budova se vzpěrovou ocelovou těžní věží německého typu 23 m vysokou (po úroveň os lanovnic), která byla dodána v roce 1902 strojírnami StEG v banátské Rešici. Na jámovou budovu navazovala výjezdní plošina (ve směru k vlečce) a na druhé straně byla umístěna strojovna. V ní byl elektrický těžní stroj s cylindrickými bubny z roku 1908 a za ním byl rezervní dvouválcový ležmý parní stroj firmy L. A. Quilliacq v Anzinu, který byl převezen z bývalého dolu Průhon. Vrtání válců bylo 500 mm a zdvih 2 000 mm, lana byla plochá 80 × 16 mm. Elektrický těžní stroj byl uveden do provozu v roce 1910.
První patro bylo zřízeno v hloubce 325,8 m po ukončení hloubení v září 1900. V letech 1909–1910 byla jáma prohloubena na konečnou hloubku 490,2 m. V druhém patře bylo umístěno náraziště a vyrubán prostor pro dvě čerpadla.
Byla dobývána základní kladenská sloj radnických vrstev kladenského souvrství. Při dohloubení jámy v roce 1900 bylo zjištěno, že jáma je mimo vývoj této sloje a k její zastižení bylo potřeba prorazit překopy. Maximální výkon těžby 185 100 t uhlí byl dosažen v roce 1908, pak nastal nepravidelný pokles těžby, např. v roce 1934 poklesla těžba na 38 770 t, v únoru 1935 byla těžba uhlí zastavena. Za celou dobu těžby bylo vytěženo na 4 200 000 t černého uhlí.
V překopu z dolu Theodor na druhém patře do druhého patra dolu Ronna byla v roce 1916 postavena 1350 m dlouhá lanovka k dopravě vozíků. Další lanovka byla na těžní třídě prvního patra, kde byla činná až do roku 1932. V roce 1912 bylo zahájeno ražení překopu k dolu Michael v Brandýsku, v roce 1920 byly práce na překopu zastaveny.
Čerpání vody bylo zabezpečeno dvěma vertikálními pumpami s výkonem 2 × 500 l/s poháněné třífázovými motory s výkonem 31 HP, které přečerpávaly důlní vodu do hlavní pumpovny v prvním patře. V hlavní pumpovně byly umístěna jedna diferenciální ležatá pumpa a osmnáctistupňová turbopumpa firmy Vogel Steckerau, převedená z dolu Michael v Brandýsku.
Původní větrání pomocí komínu parních strojů bylo nahrazeno v roce 1902, kdy byl postaven hlavní větrník systému Schielle s výkonem 1000 m³/min vzduchu, poháněným elektromotorem o výkonu 45 HP (500 kV, 21 Hz)

### Úpravna
V roce 1908 byla postavena jednoduchá suchá třídírna, kde byl využit patent Ing. Jana Karlíka, systém kyvotočného retru, která byla převedena z dolu Ronna. Třídírna fungovala do roku 1912.
Od roku 1912 bylo vytěžené uhlí dopravováno visutou lanovkou k dalšímu zpracování na nově postavenou třídírnu dolu Ronna a třídírna dolu Theodor byla zrušena. Lanová dráha s kapacitou 50 t/hod. byla postavena firmou Adolf Bleichert z Lipska. Provoz lanovky byl obousměrný, z dolu Ronna se dováželo uhlí (uhelný prach) pro kotelnu elektrárny Theodor.
Vytěžená hlušina se odkládala na odval dolu, který se nacházel v katastrálním území Brandýsek, kde po ukončení těžby zaujímal plochu 3,25 ha s objemem haldoviny 0,32 milionů m³. Ukládání těženého materiálu na odval bylo ukončeno v roce 1935. Odval se skládá ze tří částí, které obsahují na západě hlušinu z těžební činnosti v podobě prohořelé hlušiny (karbonských hornin, jílovců, prachovců, pískovců, zbytků uhlí ap.). Na severovýchodní části je škvárový odval, který obsahuje popel z kotelny dolu a později z elektrárny s příměsí později ukládaného stavebního materiálu. Na jihovýchodní části byl uložen odpad, který vznikl při úpravě vody pro elektrárnu a jeho vlastnosti jsou podobné dolomitu. Do roku 1993 byla nepravidelně těžena škvárová část pro stavební výrobu. Halda je významnou krajinnou dominantou s výskytem bohaté fauny a flóry.

### Briketárna
V období 1904–1905 byla firmou Mellhardt & spol. postavena briketárna na zpracování přebytečného uhelného mouru. Pro enormní spotřebu pojící smůly byla výroba nerentabilní a briketárna v roce 1910 zrušena a přešla do majetku StEG jako kompenzace za nedodržení smluvních podmínek.

## Elektrárna Theodor

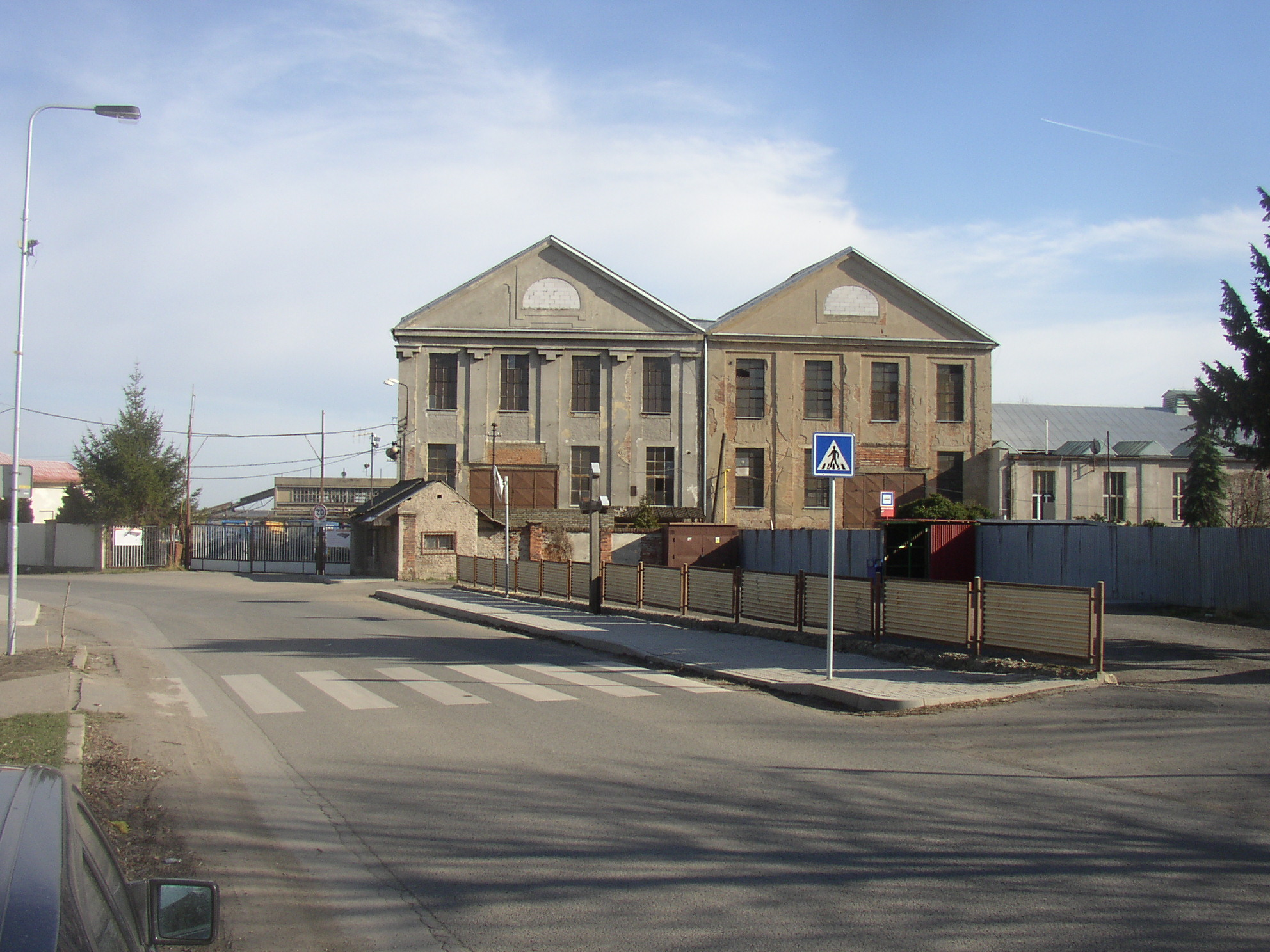
Budovy elektrárny dolu Theodor

Výstavbou čtyř parních kotlů v roce 1899 byly postaveny základy pro elektrárnu na dole Theodor, která měla zásobovat elektřinou všechny doly StEG. Elektrárna navazovala na těžební část. Tvořily ji dva navzájem kolmo propojené objekty kotelny a elektrárny s dvojicí komínů po stranách kotelny. Před budovu elektrárny byl v ose přistavěn schodový objekt ukončený věží s lucernou.
V roce 1896 byla postavena pomocná elektrárna na dole Kübeck a další byla postavena na dole Barré. Po dostavbě elektrárny Theodor měly tyto být zrušeny a elektrárna Theodor měla zásobovat elektřinou všechny doly StEG. Problémem byla různá frekvence. Na elektrárně Theodor byl vyráběn elektrický proud o frekvenci 20,8 Hz na pomocných elektrárnách Barré a Kübeck byla frekvence 41,6 Hz. Na pomocných elektrárnách byly instalovány rotační měniče elektrického proudu, které zároveň redukovaly třífázový proud 5500 V na proud 275 V z elektrárny Theodor. Měniče byly vyrobeny a dodány firmou Kolben a spol. Praha-Vysočany. První rotační měnič byl uveden do provozu v roce 1902 na dole Kübeck a druhý v roce 1903 na dole Barré. Výstavba a provozování rotačních měničů bylo úspornější nežli provozování pomocných elektráren. V roce 1927 byl provedena další modernizace. Provoz elektrárny byl ukončen v roce 1963 a její budovy byly postupně upravovány pro potřeby národního podniku Ústřední dílny.
V třicátých letech byl postaven závod na výrobu strusko-popelových cihel s produkcí až deset tisíc cihel za den. S převedením pod PŽS byla výroba ukončena.

### Kotelna
Kotelna se postupně rozšiřovala. V roce 1914 páru vyráběly dvě baterie parních kotlů tj. 16 parních kotlů systému Tischbein, které byly umístěny ve dvou sousedících budovách. Kotle byly vyrobeny zčásti ve firmě Breitfeld & Daněk v Karlíně a zčásti ve firmě Ruston v Libni. Měly otopnou plochu 170 m² (každý), přetlak 11 atm, přehřívač páry a etážový rošt systému Bolzano Tedesco. Nakládání paliva na rošty a odvoz popele bylo prováděno ručně. V letech 1914–1915 byla postavena nová kotelna s pro čtyři strmotrubné parní kotle typu Oschartz vyrobené akciovou společností Spojené pražské strojírny v Praze. Kotle měly výhřevnou plochu 400 m² (každý), přetlak 15 atm, mechanický rošt Pluto Stocker se spodním tahem. Byly umístěny ve dvou sousedících neoklasicistních halách s charakteristickými dvojicemi štítů, termálními okny a vysokým řádem. V roce 1921 byly přistavěny další dva kotle typu Babcox-Wilkox od firmy První brněnská továrna na stroje v Brně. V průčelí ve směru k hlavní bráně byl postaven 85 m vysoký komín. Stará kotelna byla zrušena, staré kotle Tischbein byly rozebrány a jako kompenzace za práci na obezdívce kotlů a stavbě komína prodány firmě Bratři Fischerové, cihelny v Letkách u Kralup.

### Strojovna
Po vzoru elektrárny v Praze-Holešovicích byla postavena rozlehlá budova strojovny zastřešená střechou s ocelovou konstrukcí. V elektrárně byly čtyři soustrojí parních strojů a generátorů od firmy Ringhoffer Praha-Smíchov s výhledem k umístění pátého soustrojí. Generátory byly poháněny dvouválcovými ležmými parními stroji. V roce 1902 bylo uvedeno do provozu první soustrojí, v roce 1903 další dva a v srpnu 1904 čtvrté poslední.
V letech 19014–1915 byl postaven a následně uveden do chodu parní turbogenerátor dodaný firmou AEG s výkonem 2800 kW při 1200 ot/min. k výrobě třífázového proudu o napětí 5500 V a frekvenci 20,8 Hz.

### Bydlení
Severně od areálu podél ulice Lipová stojí zaměstnanecká kolonie a ředitelská vila.

## Strojírenská základna Theodor
V roce 1952 byl z rozhodnutí ministra paliv a energetiky Václava Pokorného zřízen v prostorech uzavřeného dolu národní podnik Ústřední dílny Pchery. V prvopočátku zde byly opravovány stroje a zařízení potřebné pro chod dolů a vyráběny náhradní díly. Ústřední dílny měly i odloučené závody. V Unhošti byla sedlářská dílna, v Kladně autodílna, která se později přestěhovala na důl Theodor. V roce 1955 sem byla přestěhována navijárna z dolu Gottwald II ve Vinařicích. V šedesátých letech 20. století sem byla převedena z Ostroje Opava výroba žlabových motorů a pásových dopravníků řady TP 250/650. Dále vyráběl náhradní díly pro válcovny a kovárny SONP Kladno, pro ČKD Slaný rámy autojeřábů a pro energetické závody Středočeského kraje trafostožáry. V halách bývalé kotelny elektrárny byl po roce 1963 umístěn provoz Ocelové konstrukce a lisovna.
V objektech zrušené elektrárny dolu ČSA v Rynholci byly v roce 1965 vytvořeny provozy pro opravy důlního zařízení a v roce 1966 sem byla přestěhována navijárna z dolu Theodor. Navijárna byla privatizována v roce 1992 do společnosti HS Invera Navijárna s.r.o., nyní (2021) NAVIJÁRNA Rynholec s.r.o.
Na konci šedesátých let v rámci koncepce útlumu těžby uhlí výroba zaměřená na opravy těžních strojů poklesla. Náhradním programem byla výroba kotlů ústředního topení. Výroba byla ukončena v roce 1979. Odbyt kotlů a ocelových deskových těles ústředního topení (vyráběno v provozu Rynholec) zajišťoval podnik Technomat Praha.
V roce 1979 byly Ústřední dílny zrušeny z rozhodnutí Generálního ředitelství Kladenských dolů a nově začleněny do Českých lupkových a uhelných závodů v Novém Strašecí. V rámci nové výroby byla převzata z Ostroje Opava výroba hřeblových dopravníků a z Ostroje Frýdlant výroba částí závěsných drážek.
V roce 1992 byl provoz v Pcherách privatizován a od 1. července 1992 nesl název Strojírny Theodor s.r.o. V roce 2007 společnost zanikla.